# Callichroma onorei
Callichroma onorei là một loài bọ cánh cứng trong họ Cerambycidae.